# 内济尼昂莱韦克
内济尼昂莱韦克（法語：Nézignan-l'Évêque，法語發音：[neziɲɑ̃ levɛk]）是法国埃罗省的一个市镇，位于该省中南部，属于贝济耶区。

## 地理
内济尼昂莱韦克（43°25'16"N, 3°24'23"E）面积4.33 平方千米，位于法国奧克西塔尼大區埃罗省，该省份为法国南部沿海省份，南濒地中海，西南接奥德省，西北接塔恩省和阿韦龙省，东北与加尔省接壤。
与内济尼昂莱韦克接壤的市镇（或旧市镇、城区）包括：佩兹纳斯、圣蒂贝里、图尔布、瓦尔罗。

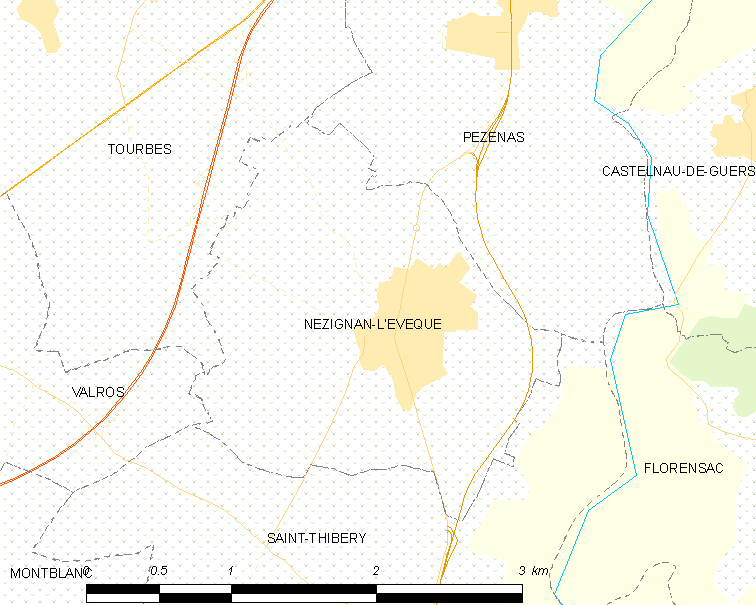
内济尼昂莱韦克的OSM定位图

内济尼昂莱韦克的时区为UTC+01:00、UTC+02:00（夏令时）。

## 行政
内济尼昂莱韦克的邮政编码为34120，INSEE市镇编码为34182。

## 政治
内济尼昂莱韦克所属的省级选区为佩兹纳斯县。

## 人口

1962-2008年间内济尼昂莱韦克人口变化图示

内济尼昂莱韦克于2022年1月1日时的人口数量为1730人。